# 端二三彦
端 二三彦（はた ふみひこ）は、日本の元裁判官。東京地方裁判所民事第4部部総括判事だった。

## 経歴
- 1994年4月1日 - 釧路地方裁判所帯広支部長・釧路家庭裁判所帯広支部長
- 1996年4月1日 - 東京地方裁判所
- 2003年4月1日 - 大阪地方裁判所
- 2006年4月1日 - 東京地方裁判所部総括判事
- 2014年12月6日 - 退官[1]

## 主な裁判
- 2007年1月26日 - 東京地方裁判所において、早稲田大学元教職員への企業年金を大学側が一方的に35%減額したことを違法とし、元教職員らの年金受給権を確認した。